# Pride of Ringwood
Pride of Ringwood is een hopvariëteit, gebruikt voor het brouwen van bier.
Deze hopvariëteit is een “bitterhop”, bij het bierbrouwen voornamelijk gebruikt voor zijn bittereigenschappen. Deze Australische variëteit werd gekweekt in 1953 door de Carlton and United Breweries in hun Ringwood Research Station, Melbourne, Victoria. Deze cultivar is ontstaan na een open bestuiving van een vrouwelijke plant, verwant met de Engelse cultivar Pride of Kent.

## Kenmerken
- Alfazuur: 9 – 10,5%
- Bètazuur: 5,5 – 6%
- Eigenschappen: hoog alfazuurgehalte en een intens aroma van aarde en kruiden